# 진안군·무주군·장수군·임실군
진안군·무주군·장수군·임실군은 대한민국의 옛 국회의원 선거구이다. 당시 전라북도 진안군, 무주군, 장수군, 임실군 지역을 관할했다.

## 역사
제17대 국회의원 선거를 앞두고 선거구 개편이 이루어지면서 진안군·무주군·장수군 선거구에 임실군이 편입되면서 신설되었다.
제20대 국회의원 선거를 앞두고 전라북도 지역의 선거구가 개편되었다. 이에 진안군, 무주군, 장수군은 완주군과 함께 완주군·진안군·무주군·장수군 선거구를 이루고 임실군은 남원시·순창군 선거구에 편입되어 남원시·임실군·순창군 선거구를 구성하게 됨에 따라 폐지되었다.

## 역대 국회의원
| 선거   | 정당 | 정당       | 의원   |
| ------ | ---- | ---------- | ------ |
| 2004년 |      | 열린우리당 | 정세균 |
| 2008년 |      | 통합민주당 | 정세균 |
| 2012년 |      | 민주통합당 | 박민수 |

## 역대 선거 결과

### 대한민국 제17대 국회의원 선거
|  | 78.08% |

|  | 21.91% |

### 대한민국 제18대 국회의원 선거
|  | 74.00% |

|  | 10.45% |

|  | 8.54% |

|  | 6.99% |

### 대한민국 제19대 국회의원 선거
|  | 49.35% |

|  | 43.95% |

|  | 6.69% |